# Michel Boisrond
Michel Jacques Boisrond (9 de octubre de 1921 - 10 de noviembre de 2002) fue un director y guionista cinematográfico y televisivo de nacionalidad francesa, con una carrera que abarcó desde la década de 1950 a la de 1990.

## Biografía
Nacido en Châteauneuf-en-Thymerais, Francia, fue aprendiz de los directores Jean Delannoy, Jean Cocteau y René Clair. 
El debut de Michel Boisrond como director tuvo lugar en 1955 con la película Cette sacrée gamine, protagonizada por Brigitte Bardot. Fue conocido por su fiabilidad y competencia realizando filmes. Sus trabajos habitualmente tocaron la comedia, el género romántico o la comedia dramática.
Michel Boisrond falleció en 2002 en La Celle-Saint-Cloud, Francia.

## Filmografía

### Cine
- 1955 : Cette sacrée gamine
- 1956 : C'est arrivé à Aden
- 1956 : Lorsque l'enfant paraît
- 1957 : Une parisienne
- 1958 : Faibles femmes
- 1959 : Le Chemin des écoliers
- 1959 : Voulez-vous danser avec moi ?
- 1960 : La Française et l'Amour, sketch La Virginité
- 1960 : Un soir sur la plage
- 1961 : Les Amours célèbres
- 1961 : Les Parisiennes
- 1962 : Comment réussir en amour
- 1963 : Comment trouvez-vous ma sœur ?
- 1963 : Cherchez l'idole
- 1964 : Comment épouser un premier ministre
- 1966 : Atout cœur à Tokyo pour OSS 117
- 1967 : L'Homme qui valait des milliards
- 1968 : La Leçon particulière
- 1968 : Du soleil plein les yeux
- 1970 : On est toujours trop bon avec les femmes
- 1972 : Le Petit Poucet
- 1974 : Dis-moi que tu m'aimes
- 1975 : Catherine et Cie

### Televisión
- 1977 : Les folies Offenbach (TV) - Episodios "Monsieur Choufleuri restera chez lui" y "La belle Hélène"
- 1981 : Histoire contemporaine, miniserie
- 1982 : Toutes griffes dehors, miniserie
- 1984 : Tout comme un homme
- 1986 : Le tiroir secret, miniserie
- 1986 : Serie rosa – Episodios La gageure des trois commères y A la feuille de rose, maison turque
- 1987 : Serie rosa – Episodio Hercule aux pieds d’Omphale
- 1989 : Le retour d’Arsène Lupin – Episodio Un savant bien tranquille
- 1991 : Marie Curie, une femme honorable, miniserie
- 1991 : Serie rosa – Episodio Le style Pompadour
- 1992 : Séparément vôtre
- 1993 : Meurtre en Ut majeur
- 1995 : Police des polices – Episodios L’îlotier, Vidéo preuves, Raison d’Etat, Faux diagnostic, Sortie sans issue, Cavalier seul